# 1836.
◄ | 18. stoljeće | 19. stoljeće | 20. stoljeće | ►
◄ | 1800-ih | 1810-ih | 1820-ih | 1830-ih | 1840-ih | 1850-ih | 1860-ih | ►
◄◄ | ◄ | 1833. | 1834. | 1835. | 1836. | 1837. | 1838. | 1839. | ► | ►►
Arhitektura • Astronomija • Biologija • Glazba • Kazalište • Kemija • Kiparstvo • Knjige • Književnost • Kršćanstvo • Meteorologija • Medicina • Politika • Pravo • Promet • Slikarstvo • Šport • Znanost • Željeznički promet

## Događaji
- Uvode se ilirski nazivi časopisa: Ilirske novine, Danica ilirska

## Smrti
- 5. svibnja – Nunzio Sulprizio, talijanski svetac (* 1817.)
- 10. lipnja – André-Marie Ampère, francuski fizičar i matematičar (* 1775.)
- 28. lipnja – James Madison, 4. predsjednik SAD-a (* 1751.)
- 17. rujna – Antoine Laurent de Jussieu – francuski botaničar (* 1748.)

## Vanjske poveznice
|  | Zajednički poslužitelj ima još gradiva o temi 1836. |